# USS Teton (AGC-14)
USS Teton (AGC-14) – amerykański okręt dowodzenia typu Mount McKinley. Brał udział w działaniach II wojny światowej. Odznaczony jedną battle star za udział w II wojnie światowej. 
Brał udział w operacji desantowej na Okinawę, po wojnie brał udział w operacji Magic Carpet i Crossroads.